# Moods: Playing with the Elements
Moods: Playing with the Elements ist ein Jazzalbum von Joe McPhee. Die am 20. und 21. Oktober 2004 im The Spirit Room, Rossie, New York, entstandenen Aufnahmen erschienen 2005 auf CIMP, 2016 als Download auf Catalytic Sound.

## Hintergrund
Das Material zu dem Album entstand bei den Sessions zu dem Album The Sugar Hill Suite von Joe McPhees Trio X mit seinen langjährigen Mitarbeitern Domimic Duval und Jay Rosen. 2006 folgte das Trio-X-Livealbum Roulette at Location One, aufgenommen im Roulette (SoHo).

## Titelliste
- Trio-X : Joe McPhee – Dominic Duval – Jay Rosen: Moods: Playing with the Elements (CIMP 328; Spirit Room Series – Vol. 204)[1]

1. Sienna Sun 8:00
2. Wegatchie Run 7:22
3. Burning Wood 11:21
4. Dedicated to You, Joe 3:51
5. Stella by Starlight (Ned Washington, Victor Young) 6:07
6. In Evidence 3:39
7. Lonely Woman (Ornette Coleman) 2:55
8. Short Eyes 4:18
9. Legacy (Celebrating Bill Dixon’s October Revolution of 1964) 5:23
10. Voices 7:38
11. A Valentine in the Fog of War 10:56

Sofern nicht anders vermerkt, stammen die Kompositionen von Joe McPhee.

## Rezeption
Steve Loewy verlieh dem Album in Allmusic vier Sterne und schrieb, obwohl es einige wundervolle Momente auf dieser Aufnahme gebe – McPhees erstaunliches Saxophon-Solo und Rosens muskulöse Unterstützung bei „Wegatchie Run“ nennt er – als Ganzes sei dieses Album nicht so konsequent überzeugend wie andere im Œuvre der Gruppe. Dies sei nicht verwunderlich, da diese Session nach einem 12-Stunden-Marathon folgte, bei der am Vortag die herausragende The Sugar Hill Suite entstanden sei, was darauf hindeute, dass die Spieler emotional erschöpft gewesen seien, so der Autor, der zu den Höhepunkten die kurze, aber faszinierende Interpretation des Trios von Ornette Colemans „Lonely Woman“, die interessante Fassung von „Stella by Starlight“, die mit dem auf der Trompete gespielten Thema beginnt und sich langsam in eine der radikalsten Interpretationen dieses Klassikers auf Platte auflöse, schließlich das frei improvisierte „In Evidence“, eine  Reminiszenz an Thelonious Monk.
Auf „Moods“ würde sich McPhee (nach The Sugar Hill Suite) weiter entfalten, wertete hingegen Marc Masters in JazzTimes. Hier spielt er Flügelhorn und Taschentrompete sowie ein mehr plätscherndes Tenorsaxophon. Auch die Muster des Trios erweitern sich: Oft zieht sich ein Spieler komplett zurück, während „Dedicated to You, Joe“ von Duval allein dargeboten werde. Trotz dieser Unterschiede behalte Moods den besinnlichen Ton der Sugar Hill Suite bei. Das größtenteils freie ausgearbeitete „Burning Wood“ verblüffe mit seinen impulsiven Klängen, während McPhee bei einer ergreifenden Version von Ornette Colemans „Lonely Woman“ wie Albert Ayler knurre. Das abschließende „A Valentine in the Fog of War“ fasse das Arsenal des Trios zusammen: dichtes Schlagzeugspiel, bebender Bass und die gefühlvollen Erkundungen von McPhees Tenorsaxophon.